# Eutelia josephinae
Eutelia josephinae är en fjärilsart som beskrevs av Holloway 1976. Eutelia josephinae ingår i släktet Eutelia och familjen nattflyn. Inga underarter finns listade i Catalogue of Life.